# Ekeryd
Ekeryd is een plaats in de gemeente Jönköping in het landschap Småland en de provincie Jönköpings län in Zweden. De plaats heeft 75 inwoners (2005) en een oppervlakte van 17 hectare. Ekeryd wordt omringd door zowel landbouwgrond als naaldbos en net ten zuiden van de plaats loopt het riviertje de Lillån. De plaats Bankeryd ligt zo'n twee kilometer ten oosten van Ekeryd en de stad Jönköping ligt zo'n tien kilometer ten zuidoosten van het dorp.